# Infraction matérielle
En droit français, l'infraction matérielle est une infraction qui, pour sa constitution, suppose la survenance d'un résultat. Elle s'oppose à l'infraction formelle, qui peut être consommée alors même qu'aucun résultat n'est survenu. 
A titre d'exemple, le meurtre est une infraction matérielle, car il suppose, pour être caractérisé, la survenance de la mort d'autrui. 
A l'inverse, l'empoisonnement est une infraction formelle, consommée indépendamment de la survenance effective d'un résultat (la mort par empoisonnement). 
Ces distinctions entre infractions matérielles et formelles sont d'origine doctrinale et ont une visée essentiellement pédagogique visant à classifier les infractions en catégories diverses (infractions matérielles/formelles, instantanées/continues, principales/de conséquence...)